# Bệnh viện Chợ Rẫy Phnôm Pênh
Bệnh viện Chợ Rẫy Phnôm Pênh là một bệnh viện đa khoa tại Phnôm Pênh, Campuchia. Đây là công trình hợp tác giữa Việt Nam và Campuchia trong lĩnh vực y tế. Bệnh viện này bắt đầu hoạt động từ ngày 13 tháng 1 năm 2014.
Ước tính vốn đầu tư ban đầu trị giá 40 triệu đô la Mỹ.